# Jedrska elektrarna Temelin
Jedrska elektrarna Temelín (češko Jaderná elektrárna Temelín, okrajšava ETE) je jedrska elektrarna v Temelínu na Češkem. Je v lasti skupine ČEZ, ki na tej lokaciji zaposluje 1000 delavcev. Grad Vysoký Hrádek, ki je v bližini elektrarne, služi kot informacijsko središče.
Spomladi 2003 je jedrska elektrarna Temelín s svojimi 2.180 MW vgrajene zmogljivosti postala največji energetski vir na Češkem in daleč največji vir proizvodnje električne energije brez emisij.

## Zgodovina
Načrtovanje se je začelo v poznih sedemdesetih letih. Končna verzija projekta je bila dokončana leta 1985. Gradnja elektrarne po ruskih načrtih se je pričela leta 1987, v zgodnjih 90-ih letih pa so jo nadgradili z ameriško tehnologijo. Projekt naj bi bil dokončan leta 1991, ocenjeni stroški gradnje pa so znašali 35 milijard CSK. Da bi naredili prostor za jedrsko elektrarno, je takratna komunistična vlada porušila šest vasi.
Po žametni revoluciji leta 1990 se je češkoslovaška vlada odločila ustaviti gradnjo tretjega in četrtega reaktorja. Delo na prvih dveh reaktorjih se je nadaljevalo; v devetdesetih letih je Westinghouse v sodelovanju s SUJB in IAEA izdelal spremembe prvotne zasnove, da bi zagotovili zanesljivost in varnost v skladu z zahodnoevropskimi standardi. Revizijo standardov je izvedel Halliburton NUS. V sklopu sprememb so bili dodani informacijski in nadzorni sistemi, izvedene električne modifikacije, zamenjani so bil kabli, jedro reaktorja in gorivni elementi. Leta 1993 se je češka vlada odločila dokončati elektrarno kljub zamudam in prekoračitvam stroškov, pri čemer pri čemer naj bi bil projekt dokončan 1997. Leta 1994 je javnomnenjska raziskava pokazala, da 68% čeških državljanov podpira razvoj jedrske energije.
Čeprav so načrtovali dokončanje do leta 1991, projekt še vedno ni bil končan do leta 1998. Ocenjeni stroški so se povečali in dosegli 71 milijard CZK. Vlada je ponovno razmislila, ali naj nadaljuje z gradnjo. Leta 1999 so se odločili nadaljevati projekt. Cilj je bil dokončati projekt do leta 2000. Predvidevali so, da končni stroški ne bodo presegli 98,6 milijarde CZK. Znotraj Češke je bilo vedno več ljudi, ki so nasprotovali nadaljevanju projekta. Zlasti Avstrija je nasprotovala projektu zaradi skrbi glede varnosti in okolja. V javnomnenjski raziskavi leta 1999 je bilo 47% čeških državljanov za in 53% proti razvoju jedrske energije, kar je upad v primerjavi z letom 1994. V naslednjih letih je ista raziskava pokazala spremembe: 63% za in 37% proti leta 2000, ter 58% za in 42% proti leta 2001, kar kaže na nihanje mnenja javnosti.
Septembra in oktobra 2000 so avstrijski protijedrski protestniki demonstrirali proti jedrski elektrarni Temelín. Organizirali so blokirado vseh 26 mejnih prehodov med Avstrijo in Češko.
Zaradi prekoračitve stroškov, političnih sprememb in sprememb v načrtovanju elektrarne je reaktor 1 začel komercialno obratovati junija 2002, reaktor 2 pa 18. aprila 2003. Do leta 2023 sta oba reaktorja proizvedla 272 TWh oz. 272.000.000.000 kWh električne energije brez emisij CO2. Ob predpostavki ravni cen 2 CZK na kWh to znaša 544 milijard CZK. Ker je začetna naložba znašala 100 milijard CZK, elektrarna posluje z dobičkom. Samo leta 2022 so upravljavci elektrarne zaradi ruske invazije in posledične energetske krize zaslužili 80 milijard CZK.
Češka vlada si aktivno prizadeva za povečevanje zmogljivosti svojih jedrskih elektrarn. Energetska politika na Češkem je zapisana v dokumentu Državna energetska politika (SEP). Zadnja posodobitev tega dokumenta je iz leta 2015. Ključni cilji so zmanjšanje porabe energije, izboljšanje energetske intenzivnosti gospodarstva in povečanje jedrske energije za približno 2 500 MW do okoli leta 2035.

### Melški protokol
Melški protokol, podpisan 12. decembra 2000 v Melku v Spodnji Avstriji, je rezultat pogajanj med češko in avstrijsko vlado, ki sta jih vodila češki premier Miloš Zeman in avstrijski kancler Wolfgang Schüssel, s sodelovanjem evropskega komisarja Günterja Verheugena. Glavni cilj protokola je bil rešiti odprta vprašanja in spore, povezane z varnostjo in delovanjem jedrske elektrarne Temelín. Avstrija je izrazila več pomislekov glede varnosti in postopkov. Češka se je zavezala nekaterim nadstandardnim postopkom (npr. obveščanje Avstrije o dogodkih v Temelínu in strožja presoja vplivov na okolje). Posledično je Avstrija priznala pomen širitve EU in se strinjala, da je treba ohraniti prost pretok blaga in ljudi (ta klavzula je bila odgovor na blokado češko-avstrijskih mejnih prehodov s strani avstrijskih protijedrskih aktivistov). Protokol ni pravno zavezujoč.

## Tehnični podatki
Večina informacij je bila povzeta s spletne strani ČEZ Ostale iz letaka »Energija iz Južne Češke«, ki ga je izdala skupina ČEZ, ter iz baze podatkov IAEA PRIS. Leta 2013 so bili reaktorji nadgrajeni iz 3.000 MW toplotne moči na 3.120 MW, s čimer je skupna moč dosegla 1.003 MWe neto in 1.056 MWe bruto. Leta 2015 so posodobili turbostroje, kar je povečalo skupno proizvodnjo na trenutnih 1026 MWe neto in 1080 MWe bruto.
| Postaja   | Tip reaktorja          | Neto zmogljivost | Bruto zmogljivost | Toplotna moč | Začetna kritičnost | Datum priklopa na omrežje | Pričakovano zaprtje |
| --------- | ---------------------- | ---------------- | ----------------- | ------------ | ------------------ | ------------------------- | ------------------- |
| Temelín 1 | VVER 1000 tip V 320 PW | 1026 MWe         | 1080 MWe          | 3120 MW      | december 2000      | junij 2002                | 2062                |
| Temelín 2 | VVER 1000 tip V 320 PW | 1026 MWe         | 1080 MWe          | 3120 MW      | december 2002      | april 2003                | 2063                |

## Zanesljivost
Podatki Mednarodne agencije za jedrsko energijo kažejo, da je kumulativni obratovalni faktor za reaktor 1 približno 63%, za reaktor 2 pa faktor približno 76%. Kumulativni obratovalni faktorji reaktorjev jedrske elektrarne Temelín so nižji od vrednosti podobnih reaktorjev, ki obratujejo v Rusiji, kjer je kumulativni obratovalni faktor okoli 80–87%.
ČEZ je v zadnjih letih povečal obratovalni faktor in proizvodnjo in elektrarna je leta 2012 dosegla 84% z rekordno proizvodnjo 15 TWh.